# Liste der türkischen Botschafter in Finnland
Der Botschafter leitet die Türkische Botschaft Helsinki.
Seit 1924 unterhalten die finnischen und türkischen Regierungen diplomatische Beziehungen.
Bis 1961 war der Botschafter mit Sitz in Stockholm auch bei der Regierung in Helsinki akkreditiert.
| Ernennung Akkreditierung | Botschafter            | Bemerkung | Ministerpräsident der Türkei | Präsident der Republik Finnland | Posten verlassen |
| ------------------------ | ---------------------- | --- | ---------------------------- | ------------------------------- | ---------------- |
| 1964                     | Ziya Tepedelen         | | Emin Fahrettin Özdilek       | Urho Kekkonen                   | 1964             |
| 1967                     | Osman Olcay            | | İsmet İnönü                  | Urho Kekkonen                   | 1967             |
| 1974                     | Hamit Batu             | | Nihat Erim                   | Urho Kekkonen                   | 1974             |
| 1979                     | Yalçın Kurtbay         | | Süleyman Demirel             | Urho Kekkonen                   | 1979             |
| 1982                     | Candemir Önhon         | (* 1933 in Istanbul) 1952 Abitur am Galatasaray-Gymnasium, Studium der Rechtswissenschaft an der Universität Ankara, trat 1956 in den Staatsdienst, 1976–1979: Botschafter in Nordnikosia, 1986–1991: Botschafter in Kairo, 1991–1995 Botschafter in London, 1996: Versetzung in den Ruhestand.                                          | Süleyman Demirel             | Urho Kekkonen                   | 1982             |
| 1984                     | Metin Karaca           | | Bülent Ulusu                 | Mauno Koivisto                  | 1984             |
| 1986                     | Doğan Türkmen          | | Turgut Özal                  | Mauno Koivisto                  | 1986             |
| 1989                     | Oktay Aksoy            | | Turgut Özal                  | Mauno Koivisto                  | 1989             |
| 1995                     | Tuncer Topur           | | Yıldırım Akbulut             | Mauno Koivisto                  | 1995             |
| 1997                     | Akın Alptuna           | (* 23. Mai 1942) 1965 Studium der Politikwissenschaft an der Universität Ankara, trat 1967 in den auswärtigen Dienst, 1997–2000: ständiger Vertreter bei der OECD in Wien, 2000–2003: Unterstaatssekretär für Europäische Angelegenheiten, 2003–2007: Ambassador to the Court of St. Jones, 2007 Versetzung in den Ruhestand.            | Tansu Çiller                 | Martti Ahtisaari                | 1997             |
| 2001                     | Onur Gökçe             | | Mesut Yılmaz                 | Martti Ahtisaari                | 2001             |
| 2004                     | İlhan Yiğitbaşıoğlu    | | Bülent Ecevit                | Tarja Halonen                   | 2004             |
| 2005                     | Osman Alifeyyaz Paksüt | (* 3. November 1953 in Ankara) 1974 Studium der Politikwissenschaft an der Universität Ankara. 2002–2004: Botschafter in Bagdad, 2007 Versetzung in den Ruhestand. | Recep Tayyip Erdoğan         | Tarja Halonen                   | 2005             |
| 2009                     | Reha Keskintepe        | (* 1953, USA) besuchte das TED College Ankara 1976 Student der Verwaltungswissenschaft an der Bosporus-Universität, trat 1977 in den auswärtigen Dienst, seit 26. Juli 2012 Botschafter in Canberra. | Recep Tayyip Erdoğan         | Tarja Halonen                   | 2009             |
| 3. Jan. 2014             | Hüseyin Selâh Korutürk | (* 1949 in Istanbul) 1975 der Studium der Internationalen Beziehungen an der Universität Ankara, trat 1978 in den auswärtigen Dienst. 2001–2005: Botschafter in Tunis. | Recep Tayyip Erdoğan         | Tarja Halonen                   | 3. Jan. 2014     |
| Dez. 2013                | Adnan Başağa           | (* 1953 in Bayburt) studierte Politikwissenschaft und Internationale Beziehungen an der Universität Ankara, trat 1979 in den auswärtigen Dienst, er war am Generalkonsulat in Hannover, beim UN-Hauptquartier in Beirut, Kairo, Bonn und Berlin beschäftigt, von 2010 bis 2011 leitete er die Abteilung für europäische Angelegenheiten. | Recep Tayyip Erdoğan         | Sauli Niinistö                  |                  |